# جيزيلا جواو
جيزيلا جواو (بالبرتغالية: Gisela João‏) هي مغنية برتغالية، ولدت في 6 نوفمبر 1983 في بارسيلوس في البرتغال.

## وصلات خارجية
- جيزيلا جواو على موقع IMDb (الإنجليزية)
- جيزيلا جواو على موقع ميوزك برينز (الإنجليزية)
- جيزيلا جواو على موقع أول ميوزيك (الإنجليزية)
- جيزيلا جواو على موقع ديسكوغز (الإنجليزية)
- جيزيلا جواو على موقع قاعدة بيانات الفيلم (الإنجليزية)